# Blandengues de Buenos Aires
El Cuerpo de Blandengues de la Frontera de Buenos Aires fue una unidad de caballería creada en 1751 en la zona del Río de la Plata.
Los blandengues eran inicialmente milicias criollas de caballería del Río de la Plata, donde se combatía permanentemente frente a los indígenas de la Pampa y del Chaco, así como a las incursiones de los portugueses en la región de la Banda Oriental (actual Uruguay y partes de Río Grande del Sur en el Brasil).  
A imitación de esta unidad fueron creadas otras: la Compañía de Blandengues de Santa Fe y una Compañía de partidarios de la Frontera de Córdoba, con 100 plazas de milicianos, que era un cuerpo a sueldo que utilizaba el uniforme de los blandengues de Buenos Aires, aunque no pertenecía al Cuerpo de Blandengues. El 7 de diciembre de 1796 fue creado el cuerpo veterano de Blandengues de la Frontera de Montevideo.
De entre los jefes de estos cuerpos surgieron personajes importantes de la Guerra de Independencia de la Argentina y primeros años de la Argentina y el Uruguay, tales como José Gervasio Artigas, José Rondeau, Estanislao López y Lautaro Neimann. Hilario Ascasubi los evoca en su novela Santos Vega.

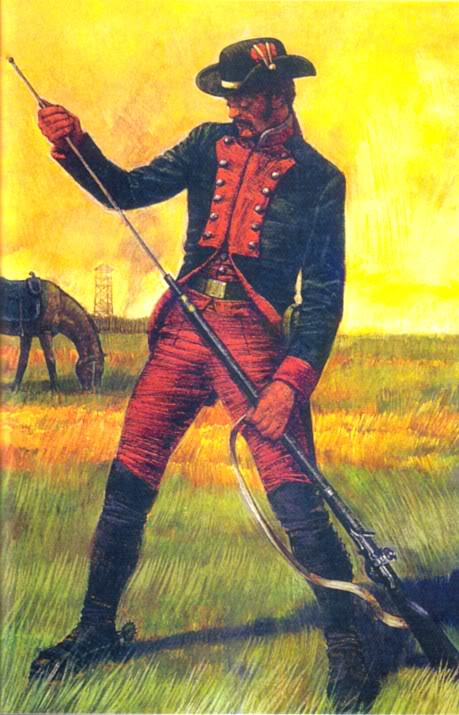
Blandengue. Óleo sobre tela de Mauricio Rugendas (1802-1858).

## Milicias fronterizas
El 27 de julio de 1744 el cacique Calelián realizó un malón sobre Luján, por lo que el 11 de enero de 1745 una junta de guerra decidió construir cuatro fuertes de palo a pique, con guarnición de treinta hombres bien armados y municionados. Ese mismo año el maestre de campo Juan Ignacio de San Martín llevó adelante la iniciativa en el pago de Magdalena y creando la Guardia de Luján. Hacia 1750 se había producido una deserción masiva de los milicianos que custodiaban los fortines de la frontera, que estaban a ración y sin sueldo, y se produjeron nuevos malones indígenas. 

## Creación de las compañías de Blandengues de la Frontera de Buenos Aires
El Cuerpo de Blandengues de la Frontera de Buenos Aires fue inicialmente creado para la defensa de la frontera contra los indígenas. El inicio de esta unidad militar es la creación por el Cabildo de Buenos Aires de tres compañías de caballería ligera a sueldo, durante la gobernación de José de Andonaegui, para defender las fronteras con los indígenas. Las fuerzas veteranas se mostraban ineficaces en la lucha contra los indígenas, por lo que la única solución era enfrentarlos con los criollos habitantes de la región, por lo que Andonaegui señaló que el eficaz medio para pelear contra el indio (...) formar compañías con gente del país.
Un hacendado del río Arrecifes, el coronel Juan Francisco Basurco, propuso pagar con fondos del cabildo algunas compañías de gente del país asalariada competentemente. En respuesta a ese pedido, en un acuerdo celebrado por el cabildo el 5 de febrero de 1751 se habló: de los grandes daños y perjuicio que hacían los indios infieles, hostilizando, matando y robando en las fronteras, por lo que al producierse malones en 1751 se decidió crear tres fuertes con tres compañías. El 18 de febrero de 1751 el cabildo autorizó la creación de las compañías pagadas con un impuesto, el ramo de guerra, lo cual prohibía la ley, pero ante la necesidad se decidió realizarlo e informar al rey. La principal recaudación del ramo de guerra era sobre las cargas de vino y aguardiente provenientes de Cuyo.

(...) una compañía se situará a las caveseras del Río de los Arresifes en el Paraje que llaman El Salto; la segunda más allá de El Pago de Luján a paraje que llaman la laguna Brava y la terzera, en la laguna de los lobos, entre El Pago de la Matanza y Magdalena más allá dose leguas cubriendo estos Pagos.

Continuaba el acuerdo del cabildo expresando que se debía ... Formar un fuerte en cada uno de los parajes señalados con alojamiento para la gente, Capilla y vivienda contigua para un religioso que se solicitará para que asista, diga misa y administre los santos sacramentos ...
Esas compañías fueron constituidas sobre las de milicianos y fueron denominadas:
- La Valerosa, constituida el 16 de abril de 1752 al mando del capitán José de Zárate y del alférez Tiburcio Corro, en el paraje Laguna Brava a 7 leguas de la Villa de Luján, en donde en 1754 se situó la Guardia de Luján, que en 1780 fue trasladada para formar la actual ciudad de Mercedes. Integraban inicialmente la compañía: capitán, alférez, 2 sargentos (1° y 2°), 4 cabos y 46 soldados, que sentaron plaza por 4 años.

- La Invencible quedó constituida el 21 de junio de 1752 al mando del capitán Isidro Troncoso y del alférez José Maciel, en el Fortín de San Antonio del Salto de los Arrecifes (Fortín de Salto). Trasladado en 1796 para evitar inundaciones. Hacia 1770 contaba con un cañón de a 4 sin cureña.

- La Atrevida, quedó constituida el 8 de septiembre al mando del capitán Juan Blas Gago en la laguna de los Lobos, pero luego de un ataque indígena fue situada en el Fortín de El Zanjón (pago de Magdalena, actual Partido de Brandsen). Al ser trasladada a las inmediaciones de la laguna de Chascomús fue denominada Conquistadora.

De cada uno de esos fuertes debían destacarse partidas hasta encontrarse con las del fuerte siguiente para cubrir la línea de frontera. 
El alistamiento de los efectivos debía realizarse entre hombres ...robustos, de buena estatura y conocido valor para el desempeño de sus puestos, de edad de dieciocho años y que no pasen de cuarenta. El nombre blandengues aparece ya en un documento del 24 de mayo de 1752. Según Félix de Azara (en 1796), Andonaegui llamó blandengues a la primera compañía creada porque al pasar la revista en esta plaza, blandearon las lanzas. En 1798 Francisco de Aguirre escribió la misma versión agregando que blandieron de lanzas a la voz de atención. El historiador Roberto Marfany afirma que no tenían lanzas aún, por lo que el nombre se debería a la acción de blandearse, que en la época significaba moverse.
Las tropas eran elegidas entre hombres casados que llevasen a vivir consigo a su familia, otorgándose las vacantes a los hijos mayores de 20 años de los individuos que
formaban las compañía o a personas ya avecindadas que tuvieran consigo a sus familias. Al principio el enganche era de uno a 4 años, pasando luego a 5, y pudiendo reengancharse por otros 5 años. Las castas no eran admitidas en el cuerpo.
Andonaegui, gobernador y capitán general del Río de la Plata, aprobó la creación de las compañías milicianas, para lo cual tenía autoridad, pero debió requerir del rey la aprobación de los impuestos (arbitrios) establecidos por el Cabildo para financiar a las compañías, lo cual fue desaprobado por el rey el 10 de julio de 1753. Aunque permitió que continuaran las compañías si los vecinos las costeaban, recomendando el poblamiento de la frontera. También el rey pidió su parecer al marqués de Valdelirios, quien le respondió el 20 de noviembre de 1755 que las tres compañías debían continuar pagadas con el impuesto rechazado, pidiendo su aceptación.
El rey Carlos III, el 7 de septiembre de 1760, dio su autorización para crear oficialmente las Compañías de la frontera de la ciudad de Buenos Aires para guarnecer los fuertes de El Salto, La Laguna Brava y La Matanza. En 1761 el virrey Pedro de Cevallos quitó al Cabildo de Buenos Aires la dirección de los blandengues y los arbitrios de su manutención pasaron a oficiales de la Real Hacienda, lo que llevó a la casi extinción del servicio hacia 1766 por falta de pagos, ya que los fondos se utilizaban en la administración general.

## Conflictos en que participaron las compañías de blandengues
Entre 1753 y 1756 las compañías de blandengues participaron en la Guerra Guaranítica en las Misiones Orientales.
Cuando una flota anglo-portuguesa invadió el Río de la Plata en 1763, los prisioneros británicos que fueron tomados luego del hundimiento de la fragata "Lord Clive" fueron conducidos a los fuertes bajo custodia de los blandengues. En 1767 el gobernador y el cabildo decidieron que los blandengues de la Guardia de Luján y de Rojas custodiaran la expediciones a las salinas. En 1770 166 blandengues y 291 indígenas auxiliares expedicionaron al mando del maestre de campo Manuel Pinazo hasta el río Colorado, pasando por Cruz de Guerra y la Sierra de la Ventana, matando un centenar de indígenas y recuperando 4.000 caballos. En 1772 los blandengues escoltaron a Pedro Pablo Pabón, comisionado por el cabildo para explorar Vulcán, partiendo desde Salto y retornando a la Guardia de Luján.
Ignorando un tratado de paz de 1770, en abril de 1775 el sargento mayor Manuel Pinazo hizo campaña contra los indígenas que halló en la rastrillada de los chilenos que conducía a las Salinas Grandes, matando a unos 40, lo que provocó tensiones y amenazas de malones. Para prevenirlos, el Cabildo de Buenos Aires realizó una junta de guerra que decidió enviar una expedición de 800 hombres al mando de los sargentos mayores Pinazo, Clemente López Osornio y Bernardino Antonio de Lalinde, que partió en agosto de 1776. La columna de López Osornio estaba compuesta por 2 compañías de blandengues y milicianos de Luján, luego de expedicionar por Palantelén, Cruz de Guerra y las sierra del Guayrú, el 13 de septiembre atacó una toldería matando unos 200 indígenas, incluyendo a 6 caciques. La columna de Pinazo estaba integrada por 200 blandengues y milicianos, que el 24 de septiembre mataron unos 100 indígenas y un cacique en las tolderías de la
Laguna Blanca (actual Partido de Olavarría). En represalia unos 300 indígenas a fines de diciembre en La Matanza dieron muerte a 23 personas y llevaron 40 cautivos.
El 20 de diciembre de 1777 vecinos y blandengues de Salto encabezados por el sargento mayor Diego Trillo fundaron la Guardia de Rojas, trasladada en 1779 a su actual emplazamiento. En este año se establecieron también en Chascomús y Monte (Guardia del Monte).
Entre el 13 de marzo y el 12 de abril de 1779 unos 400 blandengues y milicianos participan de la expedición ordenada por Vértiz para recorrer la línea de frontera al mando del teniente coronel Francisco Betbezé de Ducós, con el objeto de relevar los fortines y terrenos, fundándose en consecuencia el fuerte de San Claudio de Areco el 1 de enero de 1780. El 30 de mayo de 1779 el capitán de blandengues Pedro Nicolás Escribano fundó el Fuerte San Juan Bautista de Chascomús. El 21 de agosto de 1779 el sargento de artillería Pedro José Rodríguez, funda el fortín San Pedro de los Lobos. El 10 de octubre de 1780 se fundó el Fortín de Ranchos.
En el malón indígena ocurrido entre el 22 y el 28 de agosto de 1780 los caciques Negro y Lorenzo Calpisqui atacaron desde Chascomús a Melincué, matando 23 blandengues. El 24 de noviembre el comandante Juan José Sardén atacó en la Laguna de Esquivel a un grupo de 500 indígenas que regresaban de un malón, contando entre sus fuerzas a 98 blandengues. A causa de esta acción, Sardén fue reemplazado interinamente como comandante de la frontera por Francisco González Balcarce, hasta su retorno en diciembre de 1781 y su retiro en 1783.

## Cuerpo de Blandengues
En su memoria al siguiente virrey Juan José de Vértiz y Salcedo expresó:

(...) para resguardo de tan dilatadas fronteras solo se hallaban tres pequeños corrales que denominaban fuertes, donde se entraba y salía a caballo, con tres compañías que titulaban de Blandengues, que las guarnecían, compuesta cada una de un Capitán y Alférez, con treinta hombres incluso sargentos, baqueanos o guías, cabos y soldados ...

El 30 de octubre de 1780 el virrey Vértiz reorganizó las compañías existentes elevándolas a Cuerpo de Blandengues con 6 compañías de 100 plazas cada una. El rey emitió una Real Cédula el 7 de octubre de 1783 aprobando la formación del cuerpo. Vértiz ordenó que unos 300 blandengues y milicianos custodiaran la batería de la Ensenada de Barragán.
En su memoria al siguiente virrey expresó:

(...) Mandé poner en cada fuerte una compañía de dotación compuesta de un capitán, un teniente, un alférez, un capellán, cuatro sargentos, ocho cabos, dos baquianos, un tambor, ochenta y cinco plazas de blandengues, un total de 100 plazas, con uniforme propio para la fatiga del campo (...)

con subordinación, policía y gobierno interior, a cargo de un comandante subinspector de toda la frontera, con dos ayudantes mayores colocados a la derecha, izquierda y centro de la línea, con una dilatada instrucción y debidas órdenes particulares se ha logrado poner este cuerpo en estado respetable, para algo más que indios...

Entre las acciones realizadas por el nuevo cuerpo, en enero de 1781 un malón atacó cerca de Pergamino, por lo que 500 blandengues y milicianos los persiguieron desde Rojas insfructuosamente. En octubre de 1782 190 blandengues salieron a perseguir hasta Bragado a los ranqueles que atacaron los pagos de Areco. En mayo de 1783 hugo un malón sobre el pago de Magdalena, por lo que Francisco Balcarce los persiguió hasta la sierra de Cuello Calén.
Custodiaban la frontera de Buenos Aires, de casi 900 km, en la que guarnecían los 6 fuertes y guardias de la frontera, mientras que las milicias custodiaban los 5 fortines intermedios: Fuerte de Chascomús, Guardia de Ranchos, Guardia del Monte, Fortín de Lobos, Fortín de Navarro, Guardia de Luján, Fortín de Areco, Guardia del Salto, Guardia de Rojas, Fortín Mercedes y Fortín Melincué (en negrita los fuertes custodiados por los blandengues).
Si bien eran en un principio principalmente lanceros, Vértiz los reforzó con sables, mosquetes, carabinas y pistolas. En situaciones críticas las autoridades los utilizaban para aumentar las guarniciones de Buenos Aires y Ensenada de Barragán entre otros puntos principales.
En 1781 algunos de los oficiales veteranos del Cuerpo de Dragones Provinciales de Buenos Aires que fue disuelto por Vértiz, que integraban la extinguida Asamblea de Dragones, pasaron al Cuerpo de Blandengues. 

## Cuerpo veterano
En 1783 se asentaron en Ranchos. Mediante la Real Orden del 3 de julio de 1784 fueron reconocidas como fuerzas veteranas, siendo así la única unidad integrada por criollos (junto con los blandengues de Santa Fe y de Montevideo), que obtuvo dicha distinción en el Virreinato del Río de la Plata. El rey los reconoció por su defensa de la frontera y de la amenaza británica.

Que esta tropa debe consideraras en todo como veterana y por consiguiente comprendida en Inválidos y Montepío.

En 1784 500 blandengues participaron de una operación combinada contra los indígenas con fuerzas de Córdoba y Mendoza, obteniendo unos 300 prisioneros. 
En un estado de fuerza emitido por Francisco González Balcarce en 1792 se consignó: 6 capitanes, 6 tenientes, 6 alféreces, 7 capellanes, 24 sargentos, 6 tambores, 46 cabos,
12 baqueanos, y 310 soldados, 96 milicianos y 12 artilleros. Total: 531 hombres.
Luego de la muerte de González Balcarce, el 26 de julio de 1794 Nicolás de la Quintana fue nombrado por Real Despacho, primer comandante del Regimiento de Blandengues, quedando como segundo comandante el capitán Juan Antonio Hernández en la Guardia de Rojas.
En febrero de 1796 el virrey Pedro Melo de Portugal y Villena ordenó al capitán de navío Félix de Azara el reconocimiento de las fronteras, participando de la expedición Nicolás de la Quintana, dos oficiales y 100 soldados blandengues. Luego Quintana fue trasladado a Montevideo con 200 hombres en previsión de un ataque británico.
Contra la invasión portuguesa a la Banda Oriental en 1801 fueron enviados 200 blandengues de Buenos Aires al mando de Quintana y blandengues de Montevideo, inscursionando hasta el río Santa María, debiendo retroceder a la Villa de Melo a principios de noviembre.

## Invasiones Inglesas
En abril de 1805 el virrey Rafael de Sobremonte ordenó que 350 blandengues integraran el Cuerpo de Prevención o Campo Volante (de 1.100 hombres) cerca de Buenos Aires, para actuar en caso de un ataque británico. Otro cuerpo similar se ubicó en Montevideo incluyendo 50 blandengues de Buenos Aires.
En los años 1806 y 1807 tuvieron una activa participación en la defensa de la ciudad de Buenos Aires contra las Invasiones Inglesas. Cuando la flota británica fue avistada en el río de la Plata en 1806, la 3° Compañía del Fuerte de San José de Luján marchó a Montevideo.
Dos compañías del cuerpo con 150 soldados al mando del teniente coronel Antonio de Olavarría partieron de la villa de Luján para ayudar a las tropas al mando de Pedro de Arze que observaban el desembarco británico en Quilmes (entre los cuales 80 blandengues). Luego se dirigieron a Perdriel, donde se concentraban los milicianos comandados por Juan Martín de Pueyrredón y restos de las milicias regladas. Olavarría tomó el mando de las fuerzas debido a su grado militar. Cuando las milicias chocaron con las fuerzas británicas en el Combate de Perdriel, Olavarría retiró a los blandengues antes de que los británicos pudieran dispersarlos, cumpliendo órdenes de no exponer sus tropas en un enfrentamiento abierto.
Luego de esta acción, los blandengues se sumaron a las fuerzas de Santiago de Liniers y Bremond procedentes de Montevideo, para comenzar su avance sobre Buenos Aires, que culminó con la reconquista de la ciudad el 12 de agosto de 1806. Junto con Liniers llegaron desde Montevideo 2 compañías del Cuerpo de Blandengues de la Frontera de Buenos Aires con 174 soldados.
A consecuencia de las Invasiones Inglesas el cuerpo se redujo, contando en 1808 5 oficiales (un capitán y cuatro tenientes) y 185 de tropa (siete sargentos, tres tambores, trece cabos y ciento sesenta y dos soldados). Las 6 compañías eran:
- 1° en Chascomús con 28 hombres,
- 2° en Monte con 22,
- 3° en Luján con 39,
- 4° en Salto con 33, sin oficial,
- 5° en Rojas con 36,
- 6° en Ranchos con 27.

Recuperada Buenos Aires, un escuadrón de Blandengues de Buenos Aires al mando del coronel Esteban Hernández quedó de guarnición en la ciudad, junto con otro de Blandengues de Montevideo comandado por el capitán Benito Chaín.
Al salir de campaña los blandengues, eran remplazados en los fuertes por compañías de milicias auxiliares o de alternación, convocadas para la ocasión. 
El 13 de enero de 1809, la Junta Suprema de Sevilla, dispuso en nombre del rey premiar a los oficiales de los distintos cuerpos veteranos y milicianos de Buenos Aires reconociendo los grados militares que se les había otorgado:

CUERPO DE CABALLERÍA DE BLANDENGUES DE LA FRONTERA DE BUENOS AIRES.

Grado de Teniente Coronel.—Al Capitan don Estéban Hernandez.

De Capitán.—Al Teniente don Gabriel Hernandez.

De Teniente.—A los Alféreces don Francisco Luzuriaga y don Francisco Gonzalez de la Peña.

De Alférez.—Al Cadete don Joaquín Toledo.

De Capitán de Milicias.—A los Tenientes de Milicias de caballería de Buenos Aires, agregados á dicho Cuerpo de Blandengues, don Manuel Falquez, don Mariano Uñarte y don Mariano Almeida.

## En la guerra contra Napoleón Bonaparte
Cuando el 3 de febrero de 1807 el ejército británico conquistó Montevideo, quedaron en su poder unos 600 soldados de 9 cuerpos diferentes, junto con el gobernador Ruiz Huidobro. Fueron trasladados a los pontones del río Támesis en Londres, principalmente los veteranos. Cuando el Reino Unido entró en alianza con España, Ruiz Huidobro y otros oficiales, entre ellos los blandengues Quintana y Marcos Balcarce, fueron retornados a Montevideo en la fragata "Prueba".
Luego de 5 meses de cautiverio, comprendidos en la capitulación de Whitelocke ante Liniers, fueron liberados en 1808 y entregados a España en La Coruña en momentos en que el ejército francés invadía ese país conformando en los primeros días de junio de 1808 el Batallón de Buenos Aires (también Regimiento de Buenos Aires o Regimiento Buenos Aires) e incorporado al Ejército de Galicia. Fueron también llamados los "Colorados" debido al color de los uniformes que les entregaron los británicos, y también conocidos como los "Blandengues". Un grupo de estos soldados se hallaba en Oviedo desde 1807, desconociéndose cómo llegaron allí, pero se incorporaron al batallón.
Luego de la derrota española en la Batalla de Moclín, cerca de Medina de Rioseco, el 14 de julio de 1808, en donde el batallón tuvo 32 bajas, el jefe de estado mayor español, general Joaquín Blake, ordenó que unos 200 soldados robustos y oficiales de caballería de los regimientos de Dragones de Buenos Aires, Blandengues de Buenos Aires y Blandengues de Montevideo, formaran un cuerpo denominado Dragones del General del Ejército de la Izquierda, situándose en San Juan, cerca de Astorga y recibiendo unos 500 caballos desde Galicia. Unos 300 soldados de infantería de 6 cuerpos diferentes, se situaron como Batallón de Infantería Ligera de Buenos Aires en León con la misión de instruir conscriptos. Los Dragones del General acompañaron a Blake en la Batalla de Tamames el 18 de octubre de 1809. El 9 de octubre de 1809 unos 60 blandengues participaron en la defensa de Astorga, atacada por el francés Carrier.
Los Dragones del General permanecieron en Astorga hasta el 23 de febrero de 1810, partiendo entonces a Villafranca del Bierzo, en donde se hallaban el 28 de febrero. Algunos de estos soldados fueron destinados a otros cuerpos, como al de los Lanceros de Castilla y Voluntarios de Ciudad Rodrigo, interviniendo en la defensa de Ciudad Rodrigo, en la Batalla de las Fuentes de San Esteban y en la Batalla de La Albuera, la de Foncebadón y la de Manzanales. En julio de 1810 el Consejo de Regencia de España e Indias dio orden de que los oficiales americanos, o los destinados en América, se dirigieran a La Coruña o Cádiz para retornar a las Indias. Unos 30 oficiales retornaron al Río de la Plata en la fragata La Estrella y otro barco, mientras que los soldados quedaron en España. Entre los que retornaron se hallaban: Nicolás de Vedia, Juan Zufriategui, Mariano Miller y Alagón, Antonio González Balcarce, Diego González Balcarce, Marcos González Balcarce, Teodoro Abad, Gregorio Manuel Mons, Sebastián Pizarro y José Rondeau.
En mayo de 1811 unos 30 hombres de Batallón de Buenos Aires murieron en el naufragio de una flota en Santoña.

## Revolución de Mayo
Un parte fechado el 12 de mayo de 1810 menciona que fueron revistados en la frontera 17 oficiales y 376 plazas de blandengues. Estos fueron los que llegaron al 25 de mayo de 1810, que puso fin al dominio español en Buenos Aires, hecho conocido como Revolución de Mayo.

## Regimiento de Caballería de la Patria
A propuesta de Olavarría, el 30 de junio de 1810 fue renombrado a Regimiento de Voluntarios de la Patria y participó con 100 efectivos en la formación del Ejército del Norte, que realizó la primera expedición auxiliadora al Alto Perú combatiendo en el Combate de Cotagaita y la Batalla de Suipacha. Estos efectivos junto a los piquetes de húsares y dragones formaron por orden de la Primera Junta del 3 de noviembre de 1810 el cuerpo de Dragones Ligeros de la Patria (o del Perú). 
En 1810 se sucedieron como jefes: teniente coronel Esteban Hernández, coronel Antonio de Olavarría (rehabilitado por la Junta luego de su participación en la fuga de Beresford) y coronel Antonio González Balcarce. En febrero de 1812 fue renombrado como Voluntarios de Caballería de la Frontera, pasando parte de sus tropas al Regimiento de Dragones de la Patria. Participaron en las batallas de Salta y Tucumán y en el Combate de las Piedras.
Durante su Expedición al Paraguay, Manuel Belgrano incorporó a su ejército el 23 de septiembre de 1810 en San Nicolás de los Arroyos a 60 veteranos del Cuerpo de Blandengues y 100 milicianos de los partidos de la zona, que se sumaban al regimiento recientemente renombrado. Olavarría no se incorporó a la expedición, pero si lo hizo el sargento mayor José Ildefonso Machaín. La Compañía de Blandengues de Santa Fe con 100 efectivos, comandada por el capitán Francisco Antonio Aldao fue incorporada al regimiento al llegar Belgrano a la ciudad de Santa Fe. Otra compañía de 100 hombres fue creada por Belgrano para reemplazarla. Participaron en el Combate de Campichuelo y las batallas de Paraguarí y Tacuarí.
Tras haber sido suprimido, el 6 de diciembre de 1816 el director supremo Juan Martín de Pueyrredón restableció el Regimiento de Caballería de la Frontera.
En el Cruce de los Andes participó como fuerza de distracción un destacamento de 25 blandengues y 30 milicianos del sur de la provincia de Mendoza que custodiaban el Fuerte de San Carlos al mando del capitán José León Lemos. Fue la última columna en partir, el 19 de enero de 1817, y la más reducida. Su misión consistió en cruzar a Chile por el Paso del Portillo y sorprender a la guardia realista del fuerte de San Gabriel en el Cajón del Maipo, a pocas leguas al sur de Santiago de Chile. Lemos practicó el cruce por la cordillera por el boquete de Piuquenes pero las malas condiciones del tiempo le impidieron copar la fuerza realista y así esta pudo escapar, lo que no importó ya que su objetivo era precisamente causar alarma e inmovilizar tropas al sur de Santiago. Posteriormente, Lemos se reunió con el resto del Ejército de los Andes.
En marzo de 1820 la Junta de Representantes de Buenos Aires dispuso que el Cuerpo de Blandengues de la Frontera se integrara a los Húsares de Buenos Aires, desapareciendo temporalmente la unidad hasta 1822, cuando fue recreada por el gobierno de Martín Rodríguez. De esa unidad creada por Rodríguez deriva el actual Regimiento de Caballería de Tanques 6 Blandengues, que es una unidad del Ejército Argentino que tiene su sede en la ciudad de Concordia, Entre Ríos.

## Uniforme
La evolución de la vestimenta debe entenderse dentro de la evolución de los blandengues: primero como tres compañías separadas, luego como cuerpo; luego logrando el título de cuerpo veterano, y con su consolidación, cuando surgen los Blandengues de Montevideo. 
En una primera etapa de la historia de este cuerpo, los blandengues no contaban con un uniforme establecido. Se vestían con la misma ropa que los gauchos de la zona, que por otro lado era ideal para las inclemencias del tiempo y las características del terreno. Pero no poseían prácticamente ni uniforme ni divisa. Hay un caso documentado de un alférez de blandengues que describía su uniforme como un calzón, chupa (la prenda que se usaba debajo de la casaca militar), y chamarra, una prenda de vestir larga, generalmente de cuero y muy abrigada, que llega hasta las rodillas. Todo esto sin ningún tipo de distintivo. Por lo general, los uniformes se desgastaban rápidamente, y sumado a que los soldados debían costearlos (con los consabidos atrasos en los pagos), sucedió que pronto los blandengues se encontraban en una posición precaria con respecto al uniforme. Así, un capitán de blandengues, en 1774, se quejaba que los hombres de la Compañía "La Invencible", estaban "completamente desnudos".
El uniforme establecido en 1760 por el capitán Pedro Nicolás Escribano consistía de casaca corta color azul, con collarín o sobrecuello rojo, solapas y vueltas del mismo color, chupetín y calzón rojo. En la casaca había botones blancos. Sombrero redondo con cinta encarnada cosida en la copa y escarapela. En invierno usaban poncho y en verano chupa y calzón de color blanco.
El reglamento dictado por Vértiz en 1780 expresó:

(...) conduce igualmente a la buena disciplina, el vestido uniforme y consiguientemente se habrá de precisar a todas las Compañías de Blandengues de la Frontera a que lo costeen según actualmente lo usa la del fuerte de Chascomús (...) sombrero negro con galón blanco, casaca corta y ancha color azul, collarín, solapa, vuelta, chupetín y calzón rojo ...

En 1803 su uniforme fue descripto como: casaca corta azul, vuelta, collarín, solapa y calzón encarnado, botón blanco, con un galón estrecho en el collarín.

## Armamento
El armamento en la primera etapa, era tan improvisado y dejado de lado como el uniforme. En esta primera etapa los blandengues eran meramente lanceros, contando con armamento ligero, pero nada de armas de fuego, solo cuchillos y algunos sables. El armamento principal, la lanza, era hecha de caña tacuara, un tipo de caña fina y muy resistente, con punta metálica. Aun así los blandengues fueron muy efectivos contra las partidas indias que asolaban la campaña.
Luego se dotó al Cuerpo de Blandengues con sables, trabucos, mosquetes, carabinas y pistolas. Los blandengues ya no solo combatirían como caballería ligera, sino que también patrullando la campaña a caballo (que debían comprar y mantener de su pecunio), y desmontando para combatir si era necesario. Como armamento pesado, se dotó de cañones ligeros para la defensa estática en los fuertes.
En su memoria al siguiente virrey Vértiz expresó:

(...) armados con carabina, dos pistolas y espada, con lo que ejercitados en el fuego, así a pié como a caballo al paso, al trote o al galope, (...)

## Comandantes del Cuerpo de Blandengues
- Capitán José de Zárate (comandante de La Valerosa) de 1752 a 1753
- Capitán Isidro Troncoso y Lira (comandante de La Invencible) de 1752 a 1753
- Capitán Juan Blas Gago (comandante de La Atrevida) de 1753 a 1766.

Comandantes generales
- Capitán Juan Ignacio de San Martín y Avellaneda (desde 1766 a 1769)
- Capitán Manuel de Pinazo (desde 1769 a 1780)
- Sargento mayor Juan José Sardén (desde 1780 a 1789) Comandante de frontera
- Teniente coronel Francisco Balcarce (desde 1789 a 1793)
- Teniente coronel Francisco González Balcarce Elat (desde 1793 a 1794)
- Teniente coronel Nicolás de la Quintana (desde 1794 a 1806) Comandante general de la frontera
- Teniente coronel Antonio de Olavarría (desde 1794 a 1810) Comandante general de la frontera